# Ticușu
Ticușu (en allemand: Deutsch-Tekesch, en hongrois: Szásztyúkos) est une commune roumaine du județ de Brașov, dans la région historique de Transylvanie. Elle est composée des deux villages suivants :
- Cobor (Buchhorn/Kóbor)
- Ticușu Vechi, siège de la commune

## Localisation
Ticusu est située dans la partie de centre-ouest du comté de Brașov, dans Plateau de Hârtibaciu (aire géographique dans la région de Transilvanie), sur les rives de la rivière Ticuș, à la 25 km de la ville de Făgăraș et à 76 km de la ville de Brașov.

## Démographie

### Ethnies
En 2011, 65,08 % de la population de la ville s'identifie comme roumain, 18,94 % comme roms, 12,11 % comme hongrois, alors que pour 3,41 % de la population cette information n'est pas disponible.

### Religions
En 2011, 75,33 % de la population de la ville déclare appartenir à l'Église orthodoxe roumaine, 10,02 % à l'Église réformée, 4,4 % à l'Église pentecôtiste, 1,65 % au mouvement adventiste du septième jour et 2,42 % au mouvement Plymouth Brethren. Pour 3,52 % de la population, cette information n'est pas disponible.

## Monuments et lieux touristiques
- Église réformée du village de Cobor (construction XVe – XIXe siècle), monument historique
- Église évangélique du village de Ticușu Vechi (construition XVe – XIXe siècle), monument historique[4]
- Site archéologique Livadă du village de Ticușu Vechi